# Hermagoras Karion
Hermagoras Karion (stgr. Ἑρμαγόρας Καριων,  ur. ok. 40 p.n.e., zm. ok. 30 n.e) – grecki retor, uczeń Theodorosa z Gadary, działający w starożytnym Rzymie. 
Najprawdopodobniej studiował u Theodorosa z Gadary na Rodos. Znany z licznych cytatów u Seneki Starszego, Kwintyliana oraz hasła w Księdze Suda (w której połączone zostały w jednym haśle dzieła Hermagorasa z Amfipolis i życiorys Hermagorasa Kariona). 